# Praktdaggkåpa (växt)
Praktdaggkåpa (Alchemilla speciosa) är en rosväxtart som beskrevs av Robert Buser. Enligt Catalogue of Life ingår Praktdaggkåpa i släktet daggkåpor och familjen rosväxter men enligt Dyntaxa är tillhörigheten istället släktet daggkåpor och familjen rosväxter. Arten är reproducerande i Sverige. Inga underarter finns listade i Catalogue of Life.